# Uva (araldica)
In araldica l'uva simboleggia allegria e ricreazione. Compare frequentemente nell'araldica civica di vari paesi e indica, in tal caso, lo sviluppo della coltura della vite in quei territori. Nella blasonatura è bene indicare per esteso il grappolo d'uva, ad evitare equivoci con la pianta della vite. Il grappolo può essere gambuto e fogliato (o pampinoso).

Grappolo d'uva di nero, stelato e pampinoso di due di verde (stemma di Montano Lucino)
Grappolo d'uva nera fogliato al naturale (stemma di Torregrotta)
Grappolo d'uva nera al naturale (Casalvecchio Siculo)
D'argento, alla cotissa ondata abbassata d’azzurro, sormontata da un grappolo di 10 acini d'azzurro, pampinoso di una foglia di verde (Weil am Rhein, Germania)